# Geraldus cambrensis
Geraldus cambrensis là một loài tò vò trong họ Ichneumonidae.